# Mesochorus varianus
Mesochorus varianus är en stekelart som beskrevs av Dasch 1971. Mesochorus varianus ingår i släktet Mesochorus och familjen brokparasitsteklar. Inga underarter finns listade i Catalogue of Life.